# Glickman (documental)
Glickman es un documental estadounidense de 2013, dirigido por James L. Freedman, que a su vez lo escribió, musicalizado por David Carbonara, en la fotografía estuvo Lon Magdich, Marc Miller y Zvonimir Vidusin, los protagonistas son Seth Abraham, Marv Albert y Red Auerbach, entre otros. Esta obra fue realizada por Blind Date Productions y Sikelia Productions; se estrenó el 26 de agosto de 2013.

## Sinopsis
Marty Glickman es un claro ejemplo de un hombre que venció los prejuicios para construir una gran carrera en los deportes, instalando el estándar de oro para los atletas y locutores deportivos de todos los tiempos.